# Bebandem
Bebandem ist indonesischer Distrikt (Kecamatan) im Zentrum des balinesischen Regierungsbezirks Karangasem. Er grenzt im Westen an den Kecamatan Selat, im Norden an den Kecamatan Kubu, im Nordosten/Norden an den Kecamatan Abang, im Südosten an den Kecamatan Karangasem sowie im Süden an den Kecamatan Manggis. Der Distrikt gliedert sich in acht Dörfer (Desa).

## Verwaltungsgliederung
| Kode PUM 1    | Dorf           | Fläche (km²) Ende 2021 | Einwohner Census 2010 | Einwohner Census 2020 | Einwohner Ende 2021 | Dichte Einw. pro km² |
| ------------- | -------------- | ---------------------- | --------------------- | --------------------- | ------------------- | -------------------- |
| 51.07.06.2001 | Bungaya        | 2,39                   | 4.354                 | 5.420                 | 6.294               | 2.633,47             |
| 51.07.06.2002 | Budekeling     | 31,42                  | 3.784                 | 4.827                 | 5.072               | 161,43               |
| 51.07.06.2003 | Bebanden       | 9,71                   | 9.445                 | 11.566                | 12.065              | 1.242,53             |
| 51.07.06.2004 | Sibetan        | 6,71                   | 7.450                 | 9.311                 | 10.069              | 1.500,60             |
| 51.07.06.2005 | Jungutan       | 25,05                  | 6.809                 | 7.828                 | 8.115               | 323,95               |
| 51.07.06.2006 | Bungaya Kangin | 3,45                   | 6.262                 | 7.376                 | 7.167               | 2.077,39             |
| 51.07.06.2007 | Buana Giri     | 2,94                   | 5.814                 | 7.117                 | 7.442               | 2.531,29             |
| 51.07.06.2008 | Macang         | 2,04                   | 1.242                 | 1.496                 | 1.607               | 787,75               |
| 51.07.06      | Kec. Bebandem  | 83,71                  | 45.160                | 54.941                | 57.831              | 690,85               |
Ergebnisse aus Zählung:
2010 und 2020, Fortschreibung (Datenstand: Ende 2021)

## Bevölkerung

### Bevölkerungsentwicklung der letzten drei Halbjahre
| Datum      | Fläche (km²) | Einwohner | männlich | weiblich | Dichte (Einw./km²) | Sex Ratio (m*100/w) |
| ---------- | ------------ | --------- | -------- | -------- | ------------------ | ------------------- |
| 31.12.2020 | 83,71        | 57.980    | 29.380   | 28.600   | 692,6              | 102,7               |
| 30.06.2021 | 83,71        | 57.508    | 29.172   | 28.336   | 687,0              | 103,0               |
| 31.12.2021 | 84,00        | 57.831    | 29.214   | 28.617   | 688,5              | 102,1               |
Fortschreibungsergebnisse